# Eriocaulon miserum
Eriocaulon miserum är en gräsväxtart som beskrevs av Friedrich August Körnicke. Eriocaulon miserum ingår i släktet Eriocaulon och familjen Eriocaulaceae. Inga underarter finns listade i Catalogue of Life.